# 南蓋爾站
南蓋爾站（英語：South Gyle railway station）是一個位於蘇格蘭愛丁堡南蓋爾的鐵路站，在1985年5月9日由蘇格蘭鐵路啟用，是法夫環形線的車站，車站位於愛丁堡威瓦利站西面41⁄2英里（7.2），設有兩個月台，每個月台均有一台售票機。

## 服務
逢星期一至六日間，每小時有兩班東行列車往愛丁堡威瓦利站，及兩班西行列車往因弗基辛站方向完成餘下法夫環形線。在晚期時份，西行方向列車以格倫羅西斯和桑頓站和柯科迪站為終點站。星期日則每小時一班車。

## 外部連結
- 列车时刻表及车站信息：南蓋爾站，来自英国铁路官方网站